# Reporter (Fernsehserie)
Reporter ist eine WDR-Fernsehserie mit neun Folgen à 48 Minuten und wurde 1989 im Ersten erstausgestrahlt. Sie zeigt den Redaktionsalltag der jungen und unerfahrenen Journalistin Azade „Atze“ Celik (Renan Demirkan) an der Seite des gewieften Fotografen Pit „PiWi“ Wilken (Walter Kreye) im Kampf um die besten Schlagzeilen, gekaufte Sensationen und Intrigen inklusive. Die fiktive Wochen-Illustrierte TNT spielt dabei auf den Stern-Skandal um die Hitler-Tagebücher von 1983 an. Die Autoren nannten als Vorbild für Chefredakteur Herbst (Dietmar Schönherr) konkret den damaligen Stern-Herausgeber Henri Nannen.

„Sie sind ja so engstirnig, sie können mit beiden Augen zugleich durch ein Schlüsselloch kucken!“

In weiteren Rollen sind bekannte Schauspieler wie Jürgen Holtz, Heinz Hoenig, Rolf Zacher, Martin Lüttge, Tilo Prückner und Hanno Pöschl zu sehen. Regie führten Klaus Emmerich und Hans Noever, das Drehbuch stammt von Horst Vocks und Thomas Wittenburg. 1990 erhielten Emmerich, Noever, sowie die Darsteller Kreye, Demirkan und Holtz für die ersten beiden Folgen den Adolf-Grimme-Preis mit Silber.

## Folgen
1. Der Terrorist
2. Kiez
3. Die braune Front
4. Erpressung
5. Der Überläufer
6. Das Attentat
7. Der Königsmörder
8. Der Deutschländer
9. Baby Joe